# Georges Lesieur
Pour les articles homonymes, voir Lesieur.
Georges Lesieur est un industriel et homme d’affaires français né à Paris le 30 novembre 1848, où il est mort le 22 novembre 1931. Il est le fondateur de la société des huiles Lesieur. 

## Vie familiale
Né dans une famille originaire de Septeuil en Seine-et-Oise (aujourd'hui dans les Yvelines), il est le fils de Charles Hippolyte Lesieur (qui fut maire de Septeuil) et d'Alexandrine Euphrasie Gossiome. 
Il se marie à Esther Dupuis dont il aura cinq enfants.
Une de ses petites-filles (Christiane) a épousé un arrière-petit-fils de Pierre Guerlain.

## Carrière chez Desmarais Frères
Il commence à travailler à l’âge de quinze ans, en tant qu’employé de commerce pour Desmarais Frères, société industrielle spécialisée dans l'épuration et la distribution d'huiles végétales pour l'éclairage et qui progressivement, s'oriente vers le pétrole, autre combustible pour l'éclairage, pour en devenir l'un des géants (raffinage et distribution). Sa carrière évolue très rapidement : à moins de trente ans, cet autodidacte devient cogérant de la Maison Desmarais et participe activement à son développement pendant plus de quarante ans. 
Reconnu par le milieu patronal, il est accueilli à la Chambre de commerce de Paris en 1895. Il en devient trésorier (de 1901 à 1903), puis vice-président (de 1903 à 1904) et enfin président (de 1905 à 1907). Cette présence à la Chambre de commerce lui permet de siéger à de nombreux comités et conseils d'administration. Il est également président, à partir de 1900, de la commission administrative de l'École des hautes études commerciales de Paris (HEC).

## Naissance des huiles Lesieur
En désaccord avec ses employeurs pour des raisons apparemment familiales (les frères Desmarais refusent d'intégrer ses fils dans la société), Lesieur démissionne en 1908, à l’âge de 60 ans et décide au printemps 1908 de créer son entreprise, utilisant ses propres capitaux.
S'appuyant sur une longue expérience industrielle, une parfaite connaissance du monde des affaires, un important réseau relationnel, une équipe de collaborateurs réunissant d’excellentes compétences scientifiques et techniques ainsi que sur une forte cohésion familiale, il construit avec l’aide de ses trois fils, par ailleurs hautement diplômés, Maurice, Paul et Henri, ainsi qu'avec trois anciens collaborateurs de la société Desmarais (un directeur commercial, un juriste et un ingénieur) sa première huilerie à Coudekerque, à côté de Dunkerque, mise en service sous le nom de « Huileries Georges Lesieur » en 1910, année où est déposé son logo des quatre losanges rouges. En juillet 1910, la production commence.
Ce choix géographique se fait faute de pouvoir s’implanter au Havre où se trouve déjà l’huilerie Desmarais, ou dans le sud de la France, où se trouve l’huilerie marseillaise, son choix se porte sur la banlieue de Dunkerque, troisième port de France, notamment pour l’importation des arachides derrière Marseille et Bordeaux, et sur son hinterland où cette industrie connaît déjà un véritable essor avec de nombreux établissements de petite taille. Il sait pouvoir compter sur des infrastructures portuaires performantes, sur l’existence d’une abondante main-d’œuvre ouvrière locale et sur la proximité de grands centres de consommation du Nord et de la région parisienne.
La société est spécialisée dans le traitement des graines d'arachide qui sont importées par voie maritime, le déclin de la culture du lin dans la région ayant entraîné une pénurie de graines locales. L'activité devient rapidement florissante, l'usine compte 300 employés en 1914 ; le niveau de vie des populations européennes s'améliorant peu à peu, la consommation de corps gras augmente progressivement. Après 1918, l'huile d'arachide est raffinée, son goût plus neutre la rend plus consommable.
En décembre 1921, la société en nom collectif Georges Lesieur et ses Fils (soit à cette date Georges Lesieur, ses trois fils Maurice, Paul et Henri, ainsi qu'Henri Doyen) fait apport de ses activités pétrolières et des biens immobiliers liés à ces activités (à Dunkerque et Saint-Ouen) à la Société générale des huiles de pétrole, nouvellement constituée et contrôlée par la firme britannique Anglo-Persian Oil Company associée à d'autres investisseurs. Elle reçoit en échange des obligations et des actions (14 000 actions de 500 francs). Ces actions représentent une part minime du capital de la Société générale des huiles de pétrole, porté à 227 millions de francs avec la création de 254 000 actions de 500 francs.

## Innovateur
Georges Lesieur est par ailleurs l'auteur d'innovations importantes dans le commerce de l'huile alimentaire, en étant par exemple en 1924, le premier à distribuer et vendre l'huile en bouteilles en verre consignées et sous sa propre marque, « Lesieur », qui fut déposée en 1923 devant le tribunal de commerce de Paris. L'huile alimentaire était jusqu'alors distribuée en tonneaux, comme le lait, sans marque et vendue en vrac par l'intermédiaire d'épiciers qui versent l'huile dans un récipient apporté par le consommateur.
Un nouveau marché est créé : celui de l'huile embouteillée consignée, garantie par son origine et son mode de fabrication.
L’usine se diversifie en 1923 dans la savonnerie afin d'exploiter une partie des sous-produits de l'huilerie, faisant appel selon la légende de l'entreprise à un maître-savonnier marseillais dont le  surnom de « père savon » donnera le nom à la marque de savon de ménage « Persavon » en 1950.
Cette société deviendra la marque Lesieur désormais implantée et reconnue mondialement.
Il a habité l'hôtel particulier du 6 square Pétrarque 75116, puis au 71 avenue Foch où il est décédé.

## Héritage
La société créée par Georges Lesieur restera longtemps marquée par une forte présence familiale, dont notamment son gendre Jacques Lemaigre Dubreuil (1894-1955), industriel, homme de presse et militant politique au Maroc, qui épousa sa fille, Simone Lesieur (1904-1992). Il fut l'un des dirigeants avec ses beaux-frères de la société Lesieur, qu'il développa jusqu'à son assassinat à Casablanca en juin 1955.